# 民主党海外支部
民主党海外支部是美国民主党黨內負責處理旅居在國外的美國民主黨選民選務的組織。民主黨全國委員會認定民主党海外支部的地位與美國州級別的民主党組織地位相當。 選舉前，民主党海外支部要协助海外美国公民进行选民登记。該組織有一個名叫VoteFromAbroad.org的网站，海外美国公民均可通过该网站選擇自己要在哪個州投票，然後再將選票郵寄到自己所選的州。
截至2025年，民主党海外支部的成员遍布197多个国家，并在48个国家设立了委員會。 